# Polistena
Polistena är en ort och kommun i storstadsregionen Reggio Calabria, innan 2017 provinsen Reggio Calabria, i regionen Kalabrien i Italien. Kommunen hade 10 373 invånare (2017).

## Kända personer från Polistena
- Mimmo Calopresti, filmregissör
- Denis Nesci, politiker